# Christina Aguilera (альбом)
Christina Aguilera (рус. Кристина Агилера) — дебютный студийный альбом американской певицы Кристины Агилеры, названный её собственным именем, выпущенный 24 августа 1999 года. Диск включает в себя хит № 1 Genie in a Bottle, а также более поздние хиты What A Girl Wants, I Turn To You и Come On Over (All I Want Is You), а также саундтрек к мультфильму Мулан Reflection. Альбом помог Кристине получить 3 номинации в премии Грэмми, 2 из которых были «Лучшая Женская Вокальная Работа» и «Лучший Новый Артист». (В этой номинации Агилера стала победителем). Всего во всем мире было продано 20 000 000 копий альбома.

## Информация об альбоме
Финальный трек Obvious был в распоряжении Рона Фэйра прежде, чем Кристина подписала контракт с RCA Records.
Альбом превзошёл все ожидания. Уже после релиза он попал на первое место в Billboard Top 200, а в это время Genie in a Bottle уже 5 недель держался на первом месте в Billboard Hot 100. В первую неделю было продано 250 000 копий альбома.
К предпраздничному сезону альбом Christina Aguilera оставался номером 1, а продажи составили уже 4 000 000 копий. Кристина Агилера стала одной из самых востребованных и знаменитых звёзд Америки и всего мира.
В 2000 году Агилера продолжала рекламировать свой альбом. Звукозаписывающая компания объявила, что концертный тур Кристины начнётся в июле. А тем временем альбом стал шесть раз платиновым, а успех сингла What A Girl Wants только способствовал продажам альбома.
После победы в премии Грэмми, Агилера изъявила желание перейти от лёгкой поп-музыки к более серьёзному звучанию R&B и Хип-хопа, но лейбл отказал ей в этом. Весной 2000 года, вышел третий сингл Агилеры I Turn To You, который рассчитывался на более серьёзную аудиторию, но песня не оправдала ожиданий. Но несмотря на это, имя Кристины Агилеры то и дело мелькало в заголовках газет из-за скандалов с Эминемом. В своей песней The Real Slim Shady он обвинял Агилеру в сексуальных связях с Фрэдом Дерстом и Карсоном Дэли.
Летом 2000 года вышел клип на четвёртый и последний сингл с альбома Christina Aguilera Come On Over (All I Want Is You). В клипе мы видим, что Кристина постепенно переходит от невинного образа к более раскрепощенному, она красит несколько прядей в красный цвет. Зритель видит, как Агилера повзрослела за год. Песня стала третьим её синглом номер 1 в США и помогла стать альбому девятиплатиновым.

## Список композиций
| №                   | Название                           | Автор(ы)                               | Продюсер(ы)             | Длительность |
| ------------------- | ---------------------------------- | -------------------------------------- | ----------------------- | ------------ |
| 1.                  | «Genie in a Bottle»                | Steve Kipner David Frank Pamela Sheyne | Frank Kipner            | 3:36         |
| 2.                  | «What a Girl Wants»                | Shelly Peiken Guy Roche                | Roche                   | 3:53         |
| 3.                  | «I Turn to You»                    | Diane Warren                           | Roche                   | 4:35         |
| 4.                  | «So Emotional»                     | Franne Golde Tom Snow                  | Ron Harris              | 4:00         |
| 5.                  | «Come On Over (All I Want Is You)» | Paul Rein Johan Aberg                  | Aaron Zigman Rein Aberg | 3:10         |
| 6.                  | «Reflection»                       | Matthew Wilder David Zippel            | Wilder                  | 3:33         |
| 7.                  | «Love for All Seasons»             | Carl Sturken Evan Rogers               | Rogers Sturken          | 3:59         |
| 8.                  | «Somebody's Somebody»              | Warren                                 | Khris Kellow            | 5:02         |
| 9.                  | «When You Put Your Hands on Me»    | Robin Thicke James Gass                | Thicke Pro J.           | 3:35         |
| 10.                 | «Blessed»                          | Travon Potts Brock Walsh               | Potts                   | 3:05         |
| 11.                 | «Love Will Find a Way»             | Sturken Rogers                         | Rogers Sturken          | 3:55         |
| 12.                 | «Obvious»                          | Heather Holley                         | Robert Hoffman          | 3:58         |
| Общая длительность: | Общая длительность:                | Общая длительность:                    | Общая длительность:     | 46:27        |

| №                   | Название            | Автор(ы)                       | Продюсер(ы)         | Длительность |
| ------------------- | ------------------- | ------------------------------ | ------------------- | ------------ |
| 13.                 | «Genio Atrapado»    | Rudy Pérez Frank Kipner Sheyne | Pérez Frank Kipner  | 3:36         |
| Общая длительность: | Общая длительность: | Общая длительность:            | Общая длительность: | 50:03        |

| №                   | Название                         | Длительность |
| ------------------- | -------------------------------- | ------------ |
| 14.                 | «What a Girl Wants» (Smooth Mix) | 3:27         |
| Общая длительность: | Общая длительность:              | 53:30        |

| №                   | Название                 | Автор(ы)                               | Продюсер(ы)         | Длительность |
| ------------------- | ------------------------ | -------------------------------------- | ------------------- | ------------ |
| 13.                 | «We're a Miracle»        | Todd Chapman Zippel Christina Aguilera | Chapman             | 4:11         |
| 14.                 | «Don't Make Me Love You» | Chapman Peiken                         | Chapman             | 3:53         |
| Общая длительность: | Общая длительность:      | Общая длительность:                    | Общая длительность: | 54:31        |

| №                   | Название                                                | Длительность |
| ------------------- | ------------------------------------------------------- | ------------ |
| 15.                 | «Genie in a Bottle» (Flavio vs. Mad Boris Mix)          | 6:31         |
| 16.                 | «What a Girl Wants» (Eddie Arroyo Dance Radio Edit)     | 4:05         |
| 17.                 | «I Turn to You» (Thunderpuss Remix)                     | 4:21         |
| 18.                 | «Genio Atrapado» (Remix)                                | 4:38         |
| 19.                 | «Come On Over Baby (All I Want Is You)» (Radio Version) | 3:23         |
| Общая длительность: | Общая длительность:                                     | 77:29        |

| №                   | Название                                                | Автор(ы)                                                                           | Продюсер(ы)           | Длительность |
| ------------------- | ------------------------------------------------------- | ---------------------------------------------------------------------------------- | --------------------- | ------------ |
| 2.                  | «What a Girl Wants» (Video Mix)                         | Peiken Roche                                                                       | Roche                 | 3:36         |
| 5.                  | «Come On Over Baby (All I Want Is You)» (Radio Version) | Rein Aberg Aguilera Ron Fair Chaka Blackmon Raymond Cham Eric Dawkins Peiken Roche | Fair Celebrity Status | 3:23         |
| Общая длительность: | Общая длительность:                                     | Общая длительность:                                                                | Общая длительность:   | 46:40        |

| №                   | Название                                                | Длительность |
| ------------------- | ------------------------------------------------------- | ------------ |
| 1.                  | «Genie in a Bottle» (Flavio vs. Mad Boris Remix)        | 6:31         |
| 2.                  | «What a Girl Wants» (Eddie Arroyo Dance Radio Edit)     | 4:05         |
| 3.                  | «I Turn to You» (Thunderpuss Remix)                     | 4:21         |
| 4.                  | «Genio Atrapado» (Remix)                                | 4:38         |
| 5.                  | «Don't Make Me Love You»                                | 3:39         |
| 6.                  | «Come On Over Baby (All I Want Is You)» (Radio Version) | 3:23         |
| Общая длительность: | Общая длительность:                                     | 26:37        |

## Синглы
- «Reflection»
  - Дата выпуска: 2 июня 1998
- «Genie in a Bottle»
  - Дата выпуска: 22 июня 1999
  -  United World Chart — 1
  -  (Europe) — 7
- «What A Girl Wants»
  - Дата выпуска: 28 декабря 1999
  -  United World Chart — 1
- «I Turn To You»
  - Дата выпуска: 2000
  -  United World Chart — 3
- «Come On Over (All I Want Is You)»
  - Дата выпуска: 2000
  -  United World Chart — 1

## Чарты

### Недельные чарты
| Чарт (1999)                    | Высшая позиция |
| ------------------------------ | -------------- |
| Australian ARIA Albums Chart   | 21             |
| Austrian Albums Chart          | 15             |
| Belgian Flemish Albums Chart   | 19             |
| Canadian Albums Chart          | 1              |
| Dutch Albums Chart             | 21             |
| Finnish Albums Chart           | 36             |
| French SNEP Albums Chart       | 44             |
| German Albums Chart            | 13             |
| New Zealand RIANZ Albums Chart | 5              |
| Norwegian Albums Chart         | 28             |
| Swedish Albums Chart           | 60             |
| Swiss Albums Chart             | 5              |
| UK Albums Chart                | 14             |
| U.S. Billboard 200             | 1              |

## История релиза
| Страна         | Дата            | Формат      |
| -------------- | --------------- | ----------- |
| США            | 24 августа 1999 | CD, кассета |
| Великобритания | 6 ноября 1999   | CD, кассета |